# Xtxèdric (cançó)
"Shchedryk" (en ucraïnès: Щедрик, que ve de Щедрий вечiр, i que traduït al català seria "Vespre Abundant" o xixèdric) és una shchedrivka ucraïnesa, o cançó d'⁣Any Nou, coneguda en anglès com "The Little Swallow". Va ser composta pel compositor i professor Mykola Leontovych l'any 1916, i explica la història d'una oreneta que vola a una casa per cantar la riquesa que arribarà a la primavera següent. "Shchedryk" es va cantar originalment la nit del 13 de gener, la nit de Cap d'Any al calendari julià (estil antic del 31 de desembre), que és Shchedry Vechir. Les primeres interpretacions de l'obra van ser realitzades per estudiants de la Universitat de Kíev.
"Shchedryk" va ser adaptada posteriorment com una nadala anglesa amb el títol "Carol of the Bells", per Peter J. Wilhousky després d'una interpretació de la cançó original per l'⁣Ucraïna National Chorus d'⁣Alexander Koshetz al Carnegie Hall el 5 d'octubre de 1922. Wilhousky va obtenir els drets d'autor i va publicar les seves noves lletres (que no es basaven en les lletres d'Ucraïna) el 1936, i la cançó es va fer popular als Estats Units i el Canadà, on es va associar fortament amb el Nadal.
Conceptualment, la lletra ucraïnesa d'aquesta cançó compleix la definició de shchedrivka, mentre que el contingut en anglès de "The Little Swallow" l'identifica com a kolyadka.

## Història

### Origen

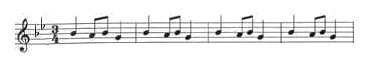
El motiu obstinat de "Shchedryk"

Shchedryk ("Vitrada generosa") és una shchedrivka o cançó d'⁣Any Nou d'Ucraïna, coneguda en anglès com "L'oreneta". Explica la història d'una oreneta que vola a una casa per proclamar l'any ple i abundant que tindrà la família. El títol deriva de la paraula ucraïnesa per "abundant". La cançó es basa en un cant popular tradicional la llengua del qual es pensava que tenia propietats màgiques. El text tradicional ucraïnès original utilitzava un dispositiu conegut com a hemiola en el ritme (alternant els accents dins de cada compàs de 3/4 a 6/8 i viceversa). Es creu que el cant basat en un patró d'⁣ostinato de quatre notes dins del rang d'un terç menor és d'origen prehistòric i es va associar amb l'Any Nou que s'acostava, que a Ucraïna abans de la introducció del cristianisme es va celebrar originalment a l'abril. Conceptualment, la lletra ucraïnesa d'aquesta cançó compleix la definició de shchedrivka, mentre que el contingut en anglès de "The Little Swallow" l'identifica com a kolyadka.
Amb la introducció del cristianisme a Ucraïna, la celebració de l'Any Nou es va traslladar d'abril a gener i "Shchedryk" es va associar amb la festa de l'Epifania també coneguda en ucraïnès com Shchedry vechir, el 18 de gener al calendari julià. Es va cantar originalment la nit del 13 de gener, la nit de Cap d'Any al calendari julià (estil antic del 31 de desembre), que és Shchedry Vechir. A la Ucraïna moderna, la cançó es torna a cantar la vigília de l'Any Nou Julià (13 de gener).

### Arranjament de Leontóvitx
| "Shchedryk" |
| |
| Un enregistrament de "Shchedryk", amb les paraules originals en ucraïnès, interpretat pel "Ukrainian National Choir" (Ukrainian Republic Capella) a Nova York el 1922 |
| |

La melodia de quatre notes sobre un terç menor del cant va ser utilitzada pel compositor i professor ucraïnès Mykola Leontovych com a tema d'ostinato en diversos arranjaments que va fer. És la més famosa de totes les seves cançons.
Es diu generalment que "Shchedryk" va ser interpretat per primera vegada per estudiants de la Universitat de Kíev el 25 de desembre de 1916. No obstant això, es va representar per primera vegada el 29 de desembre de 1916 a la Sala d'Assemblea de Comerciants de Kíev, que ara forma part de la Filharmònica Nacional d'Ucraïna. L'arranjament per a cor de veu mixta a capella va ser popularitzat per la República d'Ucraïna Capella dirigida per Oleksander Koshetz quan va fer una gira per Europa el 1920/21. El primer enregistrament es va fer a Nova York l'octubre de 1922 per a Brunswick Records.

### "Carol of the Bells"
"Shchedryk" va ser adaptat posteriorment com una nadala de Nadal anglesa, "Carol of the Bells ", per Peter J. Wilhousky de la ràdio NBC, després de la interpretació de la cançó original pel cor nacional ucraïnès d'⁣Alexander Koshetz al Carnegie Hall el 5 d'octubre. 1922. Wilhousky va tenir drets d'autor i va publicar les seves noves lletres (que no es basaven en les lletres d'Ucraïna) el 1936, i la cançó es va fer popular als Estats Units i el Canadà, on es va associar fortament amb el Nadal.
Encara que "Carol of the Bells" utilitza la melodia de " Shchedryk ," les lletres d'aquestes dues cançons no tenen res en comú. L'ostinato de la cançó ucraïnesa va suggerir a Wilhousky el so de les campanes, així que va escriure lletres sobre aquest tema. Diversos altres lletristes han escrit per a la mateixa melodia, generalment conservant el tema de la campana de Wilhousky. Una versió de 1947, "Ring, Christmas Bells", és una cançó devocional cristiana. També hi ha una adaptació anglesa de l'original ucraïnès de Stepan Pasicznyk.

## Lletres
| Lletres d'Ucraïna | Transliteració (BGN/PCGN) | Traducció catalana |
| --- | --- | --- |
| Щедрик, щедрик, щедрівочка, Прилетіла ластівочка, Стала собі щебетати, Господаря викликати. Вийди, вийди, господарю, Подивися на кошару. Там овечки покотились, А ягнички народились. В тебе товар весь хороший, Будеш мати мірку грошей. В тебе жінка чорноброва. Хоч не гроші, то полова, В тебе жінка чорноброва. | Shchedryk, shchedryk, shchedrivochka, Pryletila lastivochka, Stala sobi shchebetaty, Hospodaria vyklykaty: Vyidy, vyidy, hospodariu, Podyvysia na kosharu, Tam ovechky pokotylys, A yahnychky narodylys. V tebe tovar ves khoroshyi, Budesh maty mirku hroshei, V tebe zhinka chornobrova, Khoch ne hroshi, to polova. V tebe zhinka chornobrova. | Un vespre abundant, vespre abundant, nadala de cap d'any; Una oreneta va volar a la casa i va començar a twitter, convocar el mestre: "Surt, surt, oh mestre, mira el corral de les ovelles, allà han parit les ovelles i han nascut els corders Els teus béns [el bestiar] són grans, tindreu molts diners, venent-los. Tens una dona preciosa de celles fosques Si no és diners, llavors palla de tot el gra que collireu tens una dona preciosa de celles fosques". |